# رونغ هاو
رونغ هاو (بالصينية: 荣昊) (7 أبريل 1987 بووهان في الصين - ) هو لاعب كرة قدم صيني في مركزي الظهير والدفاع. شارك مع منتخب الصين لكرة القدم. أما مع النوادي، فقد لعب مع جيانغسو سونينغ وجيجيانغ غرينتاون وغوانغجو إفرغراند تاوباو وWuhan Optics Valley F.C. ‏.

## وصلات خارجية
- رونغ هاو على موقع الاتحاد الدولي (مؤرشف)  (الإنجليزية)
- رونغ هاو على موقع قاعدة بيانات كرة القدم.إي يو (الإنجليزية)
- رونغ هاو على موقع ناشيونال فوتبول تيمز (الإنجليزية)
- رونغ هاو على موقع Soccerway.com (الإنجليزية)